# Frank Austen Gooch
Frank Austen Gooch (* 2. Mai 1852 in Watertown, Massachusetts; † 12. August 1929 in New Haven, Connecticut) war ein US-amerikanischer Chemiker.
Gooch studierte an der Harvard University, graduierte 1872 zu A.B., wurde 1873 Dozent für Chemie an der Lawrence School und im Folgejahr Assistent bei Josiah Parsons Cooke am chemischen Laboratorium der Harvard University. 1876 setzte er sein Studium mit Hilfe des Parker-Stipendiums in Europa fort, promovierte 1877 in Cambridge zum Dr. phil. und A.M. und wurde Privatassistent von Oliver Wolcott Gibbs. 1879 war er am chemischen Laboratorium des neu gegründeten United States Geological Survey in Newport (Rhode Island). Im selben Jahr wurde er in die American Academy of Arts and Sciences gewählt. 1881 wurde er Chemiker am Northern Transcontinental Survey, den Raphael Pumpelly kurz zuvor gegründet hatte. Ab 1884 war er Chemiker am Geological Survey in Washington, D.C. 1879 wurde Gooch in die National Academy of Sciences und 1907 in die American Philosophical Society gewählt.
Von 1886 bis 1918 war er Professor für Chemie an der Yale University und forschte auf dem Gebiet der anorganischen und analytischen Chemie.

## Werke (Auswahl)
- Analyses of Water of Yellowstone National Park with an account on the Methodes of Analyses employed. Gov. Print. Office, Washington, D.C. 1888 (mit James Edward Whitfield).
- The direct determination of bromine in mixtures of alkaline bromides and iodides. 1890 (zusammen mit J. R. Ensign).
- A method for the determination of iodine in salts. (zusammen mit Philip Embury Browning)
- Outlines of qualitative chemical analysis. 6. Aufl. Chapman & Hall, London 1928 (mit P. E. Browning)
- Two methods for the direct determination of chlorine in mixtures of alcaline chloride and iodides. Yale 1890 (mit F. W. Mar)